# Episodi de Il commissario Scali (seconda stagione)
La seconda stagione della serie televisiva Il commissario Scali è stata trasmessa in anteprima negli Stati Uniti d'America dalla ABC tra il 26 settembre 1992 e il 15 maggio 1993.
| nº | Titolo originale                      | Titolo italiano | Prima TV USA      | Prima TV Italia |
| -- | ------------------------------------- | --------------- | ----------------- | --------------- |
| 1  | Adventures in the Skin Trade (Part 1) |                 | 26 settembre 1992 |                 |
| 2  | Adventures in the Skin Trade (Part 2) |                 | 3 ottobre 1992    |                 |
| 3  | Guns and Sons                         |                 | 10 ottobre 1992   |                 |
| 4  | The Rolodex Madame                    |                 | 24 ottobre 1992   |                 |
| 5  | The Witches of Eastbridge             |                 | 31 ottobre 1992   |                 |
| 6  | The Two Faces of Ed                   |                 | 7 novembre 1992   |                 |
| 7  | Escape                                |                 | 14 novembre 1992  |                 |
| 8  | A Time to Be Born                     |                 | 21 novembre 1992  |                 |
| 9  | The Witness                           |                 | 5 dicembre 1992   |                 |
| 10 | Sleep of the Just                     |                 | 12 dicembre 1992  |                 |
| 11 | The Frame                             |                 | 19 dicembre 1992  |                 |
| 12 | Stoned                                |                 | 2 gennaio 1993    |                 |
| 13 | The Heart Is a Lonely Sucker          |                 | 16 gennaio 1993   |                 |
| 14 | The Sharp Pinch                       |                 | 23 gennaio 1993   |                 |
| 15 | Dead Cadet's Society                  |                 | 13 febbraio 1993  |                 |
| 16 | Family Business                       |                 | 20 febbraio 1993  |                 |
| 17 | Out of Business                       |                 | 27 febbraio 1993  |                 |
| 18 | The Ides of March                     |                 | 13 marzo 1993     |                 |
| 19 | Blue Flu                              |                 | 1º aprile 1993    |                 |
| 20 | Eastbridge Boulevard                  |                 | 1º maggio 1993    |                 |
| 21 | Sight Unseen                          |                 | 8 maggio 1993     |                 |
| 22 | Anti-Commish                          |                 | 15 maggio 1993    |                 |